# DOA (scrittore)
DOA, pseudonimo per Dead On Arrival che deriva dal film Due ore ancora (Lione, 23 settembre 1968), è uno scrittore e scenografo francese, originario di Lione.

Nonostante l'anonimato viene definito come: 
Nel 2007 il suo romanzo Citoyens clandestins è stato insignito del Grand prix de littérature policière per il miglior romanzo poliziesco francese dell'anno.

## Opere

### Romanzi
- 2004 : La ligne de sang, Gallimard, 2007, ISBN 978-2-07-034241-9
- 2004 : Les Fous d'avril, Fleuve Noir, ISBN 2-265-07801-8
- 2007 : Citoyens clandestins, Gallimard, ISBN 978-2-070781-53-9
- 2009 : Le Serpent aux mille coupures, Gallimard, ISBN 978-2-070124-72-5
- 2010 : La Ligne de sang (édition revue par l'auteur), Gallimard, ISBN 978-2-070342-41-9

### Racconti
- 2010 Bonne année, K., in Télérama (10 nouvelles pour 2010)
- 2010 бесценный, in Paris noir, a cura di Aurélien Masson, Asphalte éditions, ISBN 978-2-918767-02-2